# Форест Хилс (Мичиген)
Форест Хилс (енгл. Forest Hills) насељено је место без административног статуса у америчкој савезној држави Мичиген.

## Демографија
По попису из 2010. године број становника је 25.867, што је 4.925 (23,5%) становника више него 2000. године.
| Група             | 2000.          | 2010.          |
| Белци             | 19.832 (94,7%) | 23.838 (92,2%) |
| Афроамериканци    | 133 (0,6%)     | 318 (1,2%)     |
| Азијати           | 551 (2,6%)     | 883 (3,4%)     |
| Хиспаноамериканци | 198 (0,9%)     | 439 (1,7%)     |
| Укупно            | 20.942         | 25.867         |